# René van 't Hof
Pour les articles homonymes, voir van 't Hof.
René van 't Hof, né le 15 octobre 1956 à Rotterdam, est un acteur néerlandais.

## Filmographie
- 1986 : Les Gravos de Dick Maas : Zoon Kees[2]
- 1987 : Donna Donna de Luc van Beek et Hans van Beek[3]
- 1995 : The Flying Dutchman de Jos Stelling[4]
- 2003 : Peter Bell II: The Hunt for the Czar Crown de Maria Peters[5]
- 2005 : False Waltz de Mark de Cloe
- 2006 : Don de Arend Steenbergen : Vader Milos[6]
- 2008 : Succes de Diederik Ebbinge : Jos[7]
- 2010 : The Happy Housewife de Antoinette Beumer[8]
- 2012 : Family Way de Joram Lürsen : Evert[9]
- 2012 : Plan C de Max Porcelijn[10]
- 2013 : Matterhorn de Diederik Ebbinge : Theo[11]
- 2014 : Das Wad de Rob Lücker : Salomon[12]
- 2015 : De grote Zwaen (nl) de Max Porcelijn : Kees[13]
- 2015 : The Little Gangster (en) de Arne Toonen : Fred[14]
- 2016 : Uilenbal : Boswachter
- 2017 : Hotel De Grote L (nl) : Meneer Gans
- 2019 : De regels van Floor (nl) : voisin.
- 2019 : Wat is dan liefde (nl) : Berend